# Kylian Mbappé
Kylian Mbappé Lottin (Pariz, 20. prosinca 1998.) francuski je profesionalni nogometaš koji trenutno igra za španjolski nogometni klub Real Madrid te za francusku nogometnu reprezentaciju.
Mbappé je još u ranoj mladosti skrenuo pozornost nogometnog svijeta na sebe, nastupajući u akademiji za mlade igrače Bondy prije nego što je stigao u Monaco gdje je svoj profesionalni debi ostvario 2015. godine u dobi od 16 godina. Mbappé se vrlo brzo etablirao u klubu te za početni sastav započeo redovito zabijati pogotke u sezoni 2016./17. kojima je pomogao da klub osvoji naslov prvaka Francuske, njihov prvi nakon sedamnaest godina. Godinu dana kasnije za cifru od 180 milijuna eura prešao je u Paris Saint-Germain čime je postao najskuplji nogometaš tinejdžer u povijesti te drugi najskuplji nogometaš svih vremena. U svojoj prvoj sezoni u novom klubu, Mbappé je odigrao većinu utakmica i s klubom osvojio trostruku krunu - naslov prvaka Francuske, naslov liga kupa i naslov kupa.
Mbappé je svoj debi u seniorskoj francuskoj nogometnoj reprezentaciji ostvario 2017. godine. Na Svjetskom prvenstvu 2018. godine, Mbappé je postao najmlađi francuski igrač u povijesti koji je postigao pogodak na tom natjecanju te je također postao i drugi tinejdžer u povijesti, nakon Peléa, koji je zabio zgoditak u finalu prvenstva. Natjecanje koje je u konačnici reprezentacija Francuske i osvojila, Mbappé je završio na drugom mjestu najboljih strijelaca te za svoje nastupe u utakmicama osvojio nagradu za najboljeg mladog igrača.

## Rani život
Mbappé je rođen u Parizu (Francuska). Njegov otac, Wilfried Mbappé, rodom je iz Kameruna, a uz to što mu je agent također je i nogometni trener. Njegova majka, Fayza Lamari, rodom je iz Alžira, a bivša je rukometašica. Mbappé ima i mlađeg brata, Ethana Mbappéa, koji trenutno igra za PSG (ekipu mladih igrača ispod 12 godina starosti). Njegov posvojeni brat, Jirès Kembo Ekoko, također je nogometaš. Tijekom odrastanja mladom Mbappéu najveći nogometni idol bio je Cristiano Ronaldo, igrač čiju je vještinu želio imitirati. Idoli su mu također bili Ronaldo Luís Nazário de Lima i Zinédine Zidane.

## Klupska karijera
"On je imao tehniku i viziju igre kakvu većina djece jednostavno nema. Imao je oči na potiljku. Zna anticipirati gdje će doći lopta. Ovdje on nikada nije igrao s vršnjacima, već uvijek sa starijom djecom budući da ništa drugo nije imalo smisla."

### Početak karijere
Mbappé je svoju igračku karijeru započeo u klubu AS Bondy pod trenerskim mentorstvom svoga oca Wilfrieda. U to je vrijeme njegov drugi trener iz kluba AS Bondy, Antonio Riccardi izjavio: 
Kasnije je Mbappé otišao u akademiju Clairefontaine gdje je nizom impresivnih igara na sebe skrenuo pozornost vodećih francuskih klubova, ali također i klubova kao što su Real Madrid, Chelsea, Liverpool, Manchester City i Bayern München. Svi oni pokušali su s njim potpisati ugovor. U dobi od 11 godina Mbappé je otputovao u London na probnu utakmicu za Chelsea gdje je igrao za njihovu mladu momčad protiv Charlton Athletica. U konačnici je potpisao za Monaco.

### Monaco

#### Sezona 2015./16.
Svoj prvi nastup za Monaco, Mbappé je ostvario 2. prosinca 2015. godine u utakmici protiv Caena koja je završila rezultatom 1:1. U toj je utakmici Mbappé ušao u 88-oj minuti umjesto Fábija Coentrãoa. Tim nastupom, u dobi od 16 godina i 347 dana, Mbappé je službeno postao najmlađi prvotimac u povijesti Monaca, svrgnuvši s trona dotadašnjeg rekordera Thierryja Henryja koji je taj rekord postavio 21 godinu ranije.
Dana 20. veljače 2016. godine, Mbappé je postigao svoj prvi pogodak za Monaco i to u sudačkoj nadoknadi utakmice protiv Troyesa u Ligue 1 koja je u konačnici završila pobjedom njegovog kluba rezultatom 3:1. U dobi od 17 godina i 62 dana, postigavši pogodak u navedenoj utakmici, Mbappé je službeno postao najmlađi prvotimac za Monaco u povijesti kluba kojem je to uspjelo, svrgnuvši i u toj kategoriji Henryjev prethodni rekord. Dana 6. ožujka 2016., Mbappé je potpisao svoj prvi profesionalni ugovor na razdoblje od tri godine čime je postao Monacov igrač do lipnja 2019. godine. U intervjuu za CNN, Monacov klupski potpredsjednik Vadim Vasilyev koji je odigrao ključnu ulogu u ostvarivanju ugovora s mladim Mbappéom izjavio je da je od početka znao da je Mbappé "fenomen".

#### Sezona 2016./17.
Dana 14. prosinca 2016. godine Mbappé je postigao svoj prvi hat-trick u utakmici protiv Stade Rennaisa u osmini-finala Liga kupa. Utakmica je završila rezultatom 7:0 u koristi Monaca, a to je ujedno bio i prvi hat-trick kojeg je neki igrač Monaca postigao u tom natjecanju još od Sonnyja Andersona kojem je to uspjelo 1997. godine.
Dana 11. veljače 2017. godine, Mbappé je postigao svoj prvi hat-trick u utakmici Ligue 1 u 5:0 domaćoj pobjedi protiv Metza. U dobi od 18 godina i dva mjeseca, on je službeno postao najmlađim igračem koji je uspio postići hat-trick u natjecateljskoj utakmici prve francuske nogometne lige još od Jérémyja Méneza koji je to isto uspio za klub FC Sochaux-Montbéliard 2005. godine.
Dana 21. veljače, Mbappé je iz poluvoleja na dodavanje Fabinha postigao drugi Monacov pogodak u 40-oj minuti utakmice protiv Manchester Cityja u osmini-finala Lige prvaka koju je Monaco u konačnici izgubio rezultatom 3:5. To je bio njegov prvi pogodak u nekom europskom natjecanju čime je postao drugi najmlađi francuski nogometaš u povijesti Lige prvaka koji je zabio pogodak iza Karima Benzeme. Dana 5. ožujka Mbappé je postigao dva pogotka u prvom poluvremenu u utakmici Ligue 1 protiv Nantesa koja je završila rezultatom 4:0, a čime je njegov ukupni zbroj golova dosegnuo brojku deset uz pet asistencija u samo 822 minute koliko je do tada igrao. Dana 11. ožujka postigao je pogodak u domaćoj 2:1 pobjedi protiv Bordeauxa čime je zabio svoj sedmi zgoditak u posljednja četiri nastupa za klub.
U uzvratnoj utakmici osmine-finala Lige prvaka protiv Manchester Cityja koja se igrala na stadionu Louis II dana 15. ožujka, Mbappé je već u osmoj minuti postigao pogodak (njegov jedanaesti zgoditak u posljednjih 11 utakmica u svim natjecanjima), a kojim je pomogao Monacu da navedenu utakmicu dobije rezultatom 3:1 te prođe u četvrt-finale natjecanja zahvaljujući većem broju postignutih pogodaka u gostima (ukupan rezultat obje utakmice bio je 6:6). U četvrt-finalu Monaco je igrao protiv Borussije Dortmund, a Mbappé je iznudio jedanaesterac te postigao još dva pogotka u gostujućoj 2:3 pobjedi. U uzvratnoj utakmici Mbappé je postigao prvi pogodak u srazu koji će u konačnici završiti rezultatom 3:1 za Monaco i kojim će klub iz kneževine proći u polufinale natjecanja. Tamo ga je eliminirao Juventus ukupnim rezultatom 1:4 u obje utakmice, a Mbappé je bio strijelac jedinog Monacovog gola u uzvratnom susretu. Sezonu 2016./17. Mbappé je završio s 26 postignutih pogodaka u 44 odigrane utakmice u svim natjecanjima, a Monaco je u konačnici osvojio naslov prvaka Francuske.

### Paris Saint-Germain

#### Sezona 2017./18. (posudba)
Dana 31. kolovoza 2017. Paris Saint-Germain je objavio da je potpisao ugovor o posudbi Mbappéa iz Monaca. Šuškalo se da iznos za eventualni prelazak igrača u klub iz Pariza doseže 145 milijuna Eura uz još dodatnih 35 milijuna Eura bonusa čime bi Mbappé postao najskupljim tinejdžerom ikada te potencijalno drugim najskupljim igračem u povijesti, odmah iza suigrača Neymara. Dolaskom u klub dobio je dres s brojem 29.
Odmah u prvom nastupu, 8. rujna, postigao je pogodak u 5:1 pobjedi protiv Metza u utakmici u kojoj je Benoît Assou-Ekotto zaradio crveni karton zbog prekršaja nad Mbappéom. Četiri dana kasnije, Mbappé je postigao svoj prvi pogodak u europskim natjecanjima za pariški klub i to u 5:0 pobjedi u Ligi prvaka u gostujućoj utakmici protiv Celtica. U drugoj utakmici razigravanja po skupinama protiv Bayern Münchena, Mbappé je dva puta asistirao Edinsonu Cavaniju i Neymaru koja je u konačnici završila rezultatom 3:0 u korist PSG-a. Dana 6. prosinca Mbappé je postigao svoj ukupno deseti pogodak u natjecanju Lige prvaka u 1:3 porazu protiv Bayerna te time postao najmlađim igračem koji je dostigao dvoznamenkasti broj pogodaka u dobi od 18 godina i 11 mjeseci. Nakon što je osvojio svoj prvi naslov prvaka Francuske s PSG-om, dana 8. svibnja 2018. godine Mbappé je nastupio u finalu francuskog kupa kojeg je PSG osvojio rezultatom 2:0 protiv Les Herbiers VF.

#### Sezona 2018./19.
U srpnju 2018. godine, Mbappé je dobio dres s brojem 7 prije početka nove sezone za PSG. Dres s tim brojem prethodno je nosio Lucas Moura. Uz populariziranje hashtaga #K7LIAN, Mbappé je izjavio: "Trudim se konstantno napredovati na terenu i mislim da je, što se mene tiče, bilo pravo vrijeme za promjenu broja na dresu. To je kao neka vrsta potvrde. Dres s brojem sedam je legendaran i mnogi veliki igrači su ga već nosili. Nadam se da ću na terenu i ja uspjeti opravdati nošenje dresa s tim brojem".

## Međunarodna karijera
Svoju debitantsku sezonu u Monacu, Mbappé je upotpunio s pet pogodaka koje je zabio za francusku nogometnu reprezentaciju U-19 s kojom je osvojio naslov Europskog prvaka. Mladi Mbappé je skoro sam doveo reprezentaciju do finala nakon što je u polufinalu protiv Portugala u utakmici koja je završila rezultatom 3:1 postigao sva tri pogotka.
Mbappé je po prvi put pozvan u seniorsku reprezentaciju u ožujku 2017. godine za utakmice protiv Luksemburga i Španjolske. Svoj debi ostvario je 25. ožujka 2017. godine u utakmici protiv Luksemburga nakon što je u 78-oj minuti zamijenio Dimitrija Payeta u susretu koji je u konačnici završio rezultatom 3:1 u korist Francuske. Time je u dobi od 18 godina, tri mjeseca i pet dana postao najmlađim igračem (iza Maryana Wisnieskog) koji je ikada zaigrao za Francusku. Dana 31. kolovoza 2017. godine Mbappé je postigao svoj prvi pogodak za francusku nogometnu reprezentaciju u utakmici kvalifikacija za Svjetsko prvenstvo 2018. godine protiv Nizozemske. U ožujku 2018. godine postigao je dva pogotka u prijateljskoj utakmici protiv Rusije.

### Svjetsko prvenstvo 2018.
Dana 17. svibnja 2018. godine Mbappé je pozvan u nogometnu reprezentaciju Francuske za Svjetsko prvenstvo koje se održalo u Rusiji.
Dana 21. lipnja 2018. godine postigao je svoj prvi pogodak na svjetskim nogometnim prvenstvima u 1:0 pobjedi svoje zemlje protiv Perua. Time je postao najmlađim francuskim nogometašem koji je postigao pogodak u povijesti Francuske u dobi od 19 godina. Dana 30. lipnja 2018. godine proglašen je igračem utakmice nakon 4:3 pobjede protiv Argentine u osmini-finala natjecanja, nakon što je u utakmici postigao dva zgoditka te iznudio jedanaesterac kojeg je Antoine Griezmann pretvorio u vodeći pogodak. Mbappé je nakon Peléa 1958. godine postao tek drugim tinejdžerom u povijesti ovog natjecanja koji je u istoj utakmici postigao dva pogotka. Tijekom konferencije za medije nakon utakmice, Mbappé je izjavio: "Laskavo je biti drugi igrač nakon velikog Peléa, ali moramo staviti stvari u pravi kontekst - Pelé je jedna potpuno druga kategorija".
Dana 15. srpnja, Mbappé je u finalu Svjetskog prvenstva protiv Hrvatske postigao pogodak s 20 metara u utakmici koju je Francuska u konačnici dobila rezultatom 4:2. Time je postao drugim tinejdžerom, nakon Peléa, koji je postigao pogodak u finalu Svjetskog nogometnog prvenstva, a sa sveukupno četiri postignuta zgoditka u natjecanju osvojio je FIFA-inu nagradu za najboljeg mladog igrača turnira. Nakon prvenstva putem društvenih mreža Pelé mu je čestitao na uspjesima uz komentar: "Dobrodošao u klub".

## Stil igre
Legendarni trener Arsène Wenger opisao je Mbappéa kao "velikog nogometnog talenta" koji "ima sličnosti s Thierryjem Henryjem". Zbog svog talenta i nastupa za Francusku na Svjetskom prvenstvu 2018. godine u medijima je uspoređivan s Peléom. Kao svestrani ofenzivac, Mbappé najčešće igra na poziciji krilnog napadača, a u mogućnosti je igrati i na lijevoj i na desnoj strani zbog svoje sposobnosti jednakog korištenja obje noge. Također je sposoban odigrati i prijelaz u centralni dio terena s lijevog krila zahvaljujući svojoj jačoj desnoj nozi, a u mogućnosti je i stvoriti prilike i asistirati suigračima s desne strane zahvaljujući odličnom pregledu igre. Zbog svoje pribranosti i staloženosti, gotovo kliničke preciznosti i općenito činjenice što ima "oko za gol", Mbappé ponekad može odigrati i ulogu centralnog napadača. Kao izrazito vješt igrač, Mbappé je također poznat i po svojoj vrhunskoj sposobnosti za dribling kao i po eksplozivnom ubrzanju, okretnosti, brzini i kreativnosti kada je u posjedu lopte, a što je dokazao nebrojenim fintama poput naglog mijenjanja smjera u situaciji jedan na jedan. Unatoč svojoj visini, on je atletske građe te ima iznimu fizičku snagu.
Uz sve tehničke vještine koje posjeduje, Mbappé je cijenjen i zbog svoje nevjerojatne brzine i mogućnosti upravljanja loptom za vrijeme odlazaka u napad kao i zbog svojih inteligentnih kretanja i mogućnosti zavaravanja obrambenih igrača od kojih je učestalo brži kada ima, ali i kada nema loptu u posjedu. Zbog te sposobnosti on je u stanju razvući protivničku obranu, a također predstavlja i veliku prijetnju prilikom kontra-napada. U vezi potonjeg, bivši francuski reprezentativac Nicolas Anelka je izjavio: "Podsjeća me na Ronalda tijekom Olimpijskih igara 1996. godine. On ima karakteristike igrača svjetske klase i mora s njima propisno upravljati. Ako bude slijedio Ronaldovu karijeru, postat će jedna od legendi ovoga sporta". Kada su Stefana de Vrija, centralnog braniča Intera i nizozemske nogometne reprezentacije, upitali u vezi njegovog najtežeg protivnika s kojim se do sada u karijeri susreo, de Vrij je naveo Mbappéa prije bilo koga drugoga, uključujući i Mbappéovog heroja iz djetinjstva Cristiana Ronalda.

## Izvan terena

### Mediji i sponzorstvo
Mbappé ima potpisani sponzorski ugovor s proizvođačem sportske odjeće i opreme Nikeom. Zbog njegovog čudesnog talenta kompanija Nike je 2017. godine u prodaju pustila njegove personalizirane kopačke naziva Kylian Mbappé Nike Hypervenom 3. Godine 2018. prisustvovao je svečanoj ceremoniji predstavljanja novih Nikeovih kopački Nike Mercurial Superfly VI, a koje su inspirirane kopačkama R9 Mercurial koje je nosio bivši brazilski napadač Ronaldo.
Mbappé je prisutan u videoigri FIFA kompanije EA Sports. Na videoigri FIFA 18 on ima najveći rejting (94). Njegovu sada već poznatu proslavu postizanja pogotka (poziranje s prekriženim rukama stavljenim ispod pazuha) inspirirao je njegov mlađi brat Ethan koji je slavio na taj način svaki put kada je pobijedio Kyliana igrajući igru FIFA.

### Filantropija
Dana 22. veljače 2018. Mbappé je skupa s dvojicom najslavnijih afričkih napadača u povijesti (bivšim napadačem Milana i trenutačnim predsjednikom Liberije Georgeom Weahom te bivšim napadačem Chelseaja Didierom Drogbom) prisustvovao sastanku s francuskim predsjednikom Emmanuelom Macronom i FIFA-inim predsjednikom Giannijem Infantinom u Elizejskoj palači, a koji se fokusirao na razvoj sporta u Africi. Mbappé je izjavio da mu je razvoj afričkog sporta od iznimne važnosti zbog afričkog podrijetla njegovih roditelja.

## Statistika

### Klupska statistika
| Klub                          | Sezona            | Liga                   | Liga    | Liga   | Nacionalni kup | Nacionalni kup | Liga kup | Liga kup | Europa  | Europa | Ostalo  | Ostalo | Ukupno  | Ukupno |
| Klub                          | Sezona            | Divizija               | Nastupi | Golovi | Nastupi        | Golovi         | Nastupi  | Golovi   | Nastupi | Golovi | Nastupi | Golovi | Nastupi | Golovi |
| ----------------------------- | ----------------- | ---------------------- | ------- | ------ | -------------- | -------------- | -------- | -------- | ------- | ------ | ------- | ------ | ------- | ------ |
| Monaco B                      | 2015./16.         | Championnat National 2 | 10      | 2      | —              | —              | —        | —        | —       | —      | —       | —      | 10      | 2      |
| Monaco B                      | 2016./17.         | Championnat National 2 | 2       | 2      | —              | —              | —        | —        | —       | —      | —       | —      | 2       | 2      |
| Monaco B                      | Ukupno            | Ukupno                 | 12      | 4      | —              | —              | —        | —        | —       | —      | —       | —      | 12      | 4      |
| Monaco                        | 2015./16.         | Ligue 1                | 11      | 1      | 1              | 0              | 1        | 0        | 1       | 0      | —       | —      | 14      | 1      |
| Monaco                        | 2016./17.         | Ligue 1                | 29      | 15     | 3              | 2              | 3        | 3        | 9       | 6      | —       | —      | 44      | 26     |
| Monaco                        | 2017./18.         | Ligue 1                | 1       | 0      | —              | —              | —        | —        | —       | —      | 1       | 0      | 2       | 0      |
| Monaco                        | Ukupno            | Ukupno                 | 41      | 16     | 4              | 2              | 4        | 3        | 10      | 6      | 1       | 0      | 60      | 27     |
| Paris Saint-Germain (posudba) | 2017./18.         | Ligue 1                | 27      | 13     | 5              | 4              | 4        | 0        | 8       | 4      | —       | —      | 44      | 21     |
| Paris Saint-Germain           | 2018./19.         | Ligue 1                | 4       | 4      | 0              | 0              | 0        | 0        | 1       | 1      | 0       | 0      | 5       | 5      |
| Paris Saint-Germain           | Ukupno            | Ukupno                 | 31      | 17     | 5              | 4              | 4        | 0        | 9       | 5      | 0       | 0      | 49      | 26     |
| Ukupno u karijeri             | Ukupno u karijeri | Ukupno u karijeri      | 84      | 37     | 9              | 6              | 8        | 3        | 19      | 11     | 1       | 0      | 121     | 57     |

1. ↑  Nastupi u Kupu
2. ↑  Nastupi u Liga kupu
3. ↑  Nastupi u Europskoj ligi
4. 1 2 3  Nastupi u Ligi prvaka
5. ↑  Nastupi u francuskom Super kupu

### Međunarodna statistika
| Nacionalna vrsta | Godina | Nastupi | Golovi |
| ---------------- | ------ | ------- | ------ |
| Francuska        | 2017.  | 10      | 1      |
| Francuska        | 2018.  | 18      | 9      |
| Francuska        | 2019.  | 6       | 3      |
| Francuska        | 2020.  | 5       | 3      |
| Francuska        | 2021.  | 3       | 0      |
| Ukupno           | Ukupno | 42      | 16     |

### Međunarodni pogodci
| No. | Datum               | Stadion                                              | Nastup | Protivnik  | Rezultat | Ukupni rezultat | Natjecanje                          |
| --- | ------------------- | ---------------------------------------------------- | ------ | ---------- | -------- | --------------- | ----------------------------------- |
| 1   | 31. kolovoza 2017.  | Stade de France, Saint-Denis, Francuska              | 5      | Nizozemska | 4:0      | 4:0             | Kvalifikacije za SP 2018.           |
| 2   | 27. ožujka 2018.    | Sankt-Peterburg Arena, Sankt-Peterburg, Rusija       | 12     | Rusija     | 1:0      | 3:1             | Prijateljska                        |
| 3   | 27. ožujka 2018.    | Sankt-Peterburg Arena, Sankt-Peterburg, Rusija       | 12     | Rusija     | 3:1      | 3:1             | Prijateljska                        |
| 4   | 9. lipnja 2018.     | Parc Olympique Lyonnais, Décines-Charpieu, Francuska | 15     | SAD        | 1:1      | 1:1             | Prijateljska                        |
| 5   | 21. lipnja 2018.    | Ekaterinburg Arena, Yekaterinburg, Rusija            | 17     | Peru       | 1:0      | 1:0             | Svjetsko prvenstvo 2018.            |
| 6   | 30. lipnja 2018.    | Arena Kazanj, Kazan, Rusija                          | 19     | Argentina  | 3:2      | 4:3             | Svjetsko prvenstvo 2018.            |
| 7   | 30. lipnja 2018.    | Arena Kazanj, Kazan, Rusija                          | 19     | Argentina  | 4:2      | 4:3             | Svjetsko prvenstvo 2018.            |
| 8   | 15. srpnja 2018.    | Stadion Lužnjiki, Moskva, Rusija                     | 22     | Hrvatska   | 4:1      | 4:2             | Završnica Svjetskog prvenstva 2018. |
| 9   | 9. rujna 2018.      | Stade de France, Saint-Denis, Francuska              | 24     | Nizozemska | 1:0      | 2:1             | UEFA Liga nacija 2018./2019.        |
| 10  | 11. kolovoza 2019.  | Stade du Roudourou, Guingamp, Francuska              | 25     | Island     | 2:2      | 2:2             | Prijateljska                        |
| 11  | 22. ožujka 2019.    | Zimbru Stadion, Kišinjev, Moldavija                  | 29     | Moldavija  | 0:4      | 1:4             | Kvalifikacije za EP 2020.           |
| 12  | 25. ožujka 2019.    | Stade de France, Saint-Denis, Francuska              | 30     | Island     | 3:0      | 4:0             | Kvalifikacije za EP 2020.           |
| 13  | 11. lipnja 2019.    | Estadi Nacional, Andorra la Vella, Andora            | 33     | Andora     | 0:1      | 0:4             | Kvalifikacije za EP 2020.           |
| 14  | 5. rujna 2020.      | Friends Arena, Solna, Švedska                        | 35     | Švedska    | 1:0      | 1:0             | UEFA Liga nacija 2020./21.          |
| 15  | 7. listopada 2020.  | Stade de France, Saint-Denis, Francuska              | 36     | Ukrajina   | 6:1      | 7:1             | Prijateljska                        |
| 16  | 14. listopada 2020. | Stadion Maksimir, Zagreb, Hrvatska                   | 38     | Hrvatska   | 2:1      | 2:1             | UEFA Liga nacija 2020./21.          |

## Vanjske poveznice
- Kylian Mbappé profil službena stranica Francuskog nogometnog saveza